# Fábrica de Motocicletas Mars

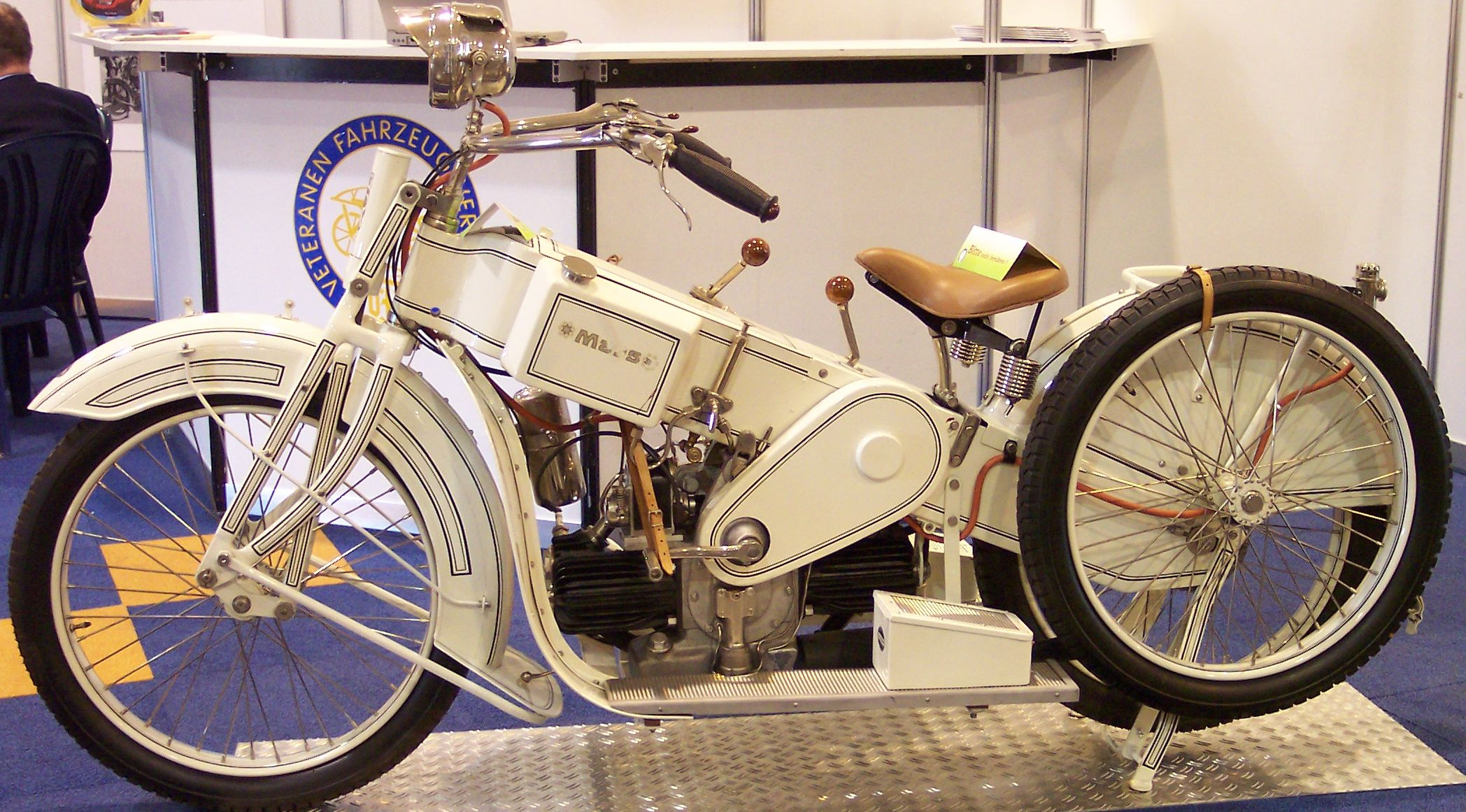
Mars A 20 (Weiße Mars)

A Fábrica de Motocicletas Mars foi fundada em 1873, em Nürnberg. Produziu motocicletas de 1903 a 1958. A produção foi interrompida diversas vezes, na Primeira Guerra Mundial, hiperinflação no início da década de 1920, e Segunda Guerra Mundial.  Quando sua produção foi encerrada em 1958, a construção de um de seus modelos foi prosseguida pela Gritzner-Kayser AG, vinculada à Fábrica de Máquinas Gritzner.